# 10-й Загребский корпус (НОАЮ)
10-й Загребский корпус НОАЮ (сербохорв. Десети загребачки корпус НОВЈ / Deseti zagrebački korpus NOVJ) — соединение НОАЮ, сформированное 19 января 1944 и участвовавшее в Народно-освободительной войне Югославии.

## История
На момент образования корпус насчитывал 6335 человек и включал в себя 32-ю Загорскую и 33-ю Хорватскую дивизии, Западную группу партизанских отрядов и 3-й Хорватский диверсионный батальон. Первым командиром корпуса был Владимир Матетич, затем его сменил Мате Еркович (Народный герой Югославии). Пост политического комиссара занимал Иван Шибл. Штаб корпуса принял на себя обязанности штаба 2-й оперативной зоны при Главном штабе народно-освободительной армии и партизанских отрядов (НОАиПО) Хорватии.
Корпус действовал на севере Хорватии в так называемой «Загребской области» между реками Илова, Драва, Сава и территорией Словении. С 16 апреля 1945 года в составе 3-й югославской армии. Участвовал в боях за Вировитицкий плацдарм, в Подравской операции и освобождении севера Хорватии. Участвовал в торжественном параде югославских войск 9 мая 1945 года в Загребе.